# 玛奇·艾伦
玛奇·艾伦（英語：Madge Allan，？—），英国前女子草地滚球运动员。她曾代表英格兰参加1986年英联邦运动会草地滚球比赛，获得女子四人铜牌。